# 郊外线
郊外線（：／ Gyooe seon */?）是韓國的一條鐵路路線，由韓國鐵道公社營運。路線由京畿道高阳市的京義線陵谷站至議政府市的京元線議政府站，總長度31.8公里。
郊外線除陵谷 - 大谷与京義線共线区间外，全线为單線雙向行車，未电气化。2004年以前提供客运服务，当时名称为“首尔郊外線”，停止客运服务后改称“郊外線”。2025年1月11日郊外線恢复客运服务。

## 历史
在首尔北方建设京義線与京元線连接线，沟通京義線与中央线、让京元線列车绕过市区直抵京義線水色车辆基地的构想，在朝鮮日治時期就已提出，1944年2月开始相关建设，但在朝鮮独立前该线路未能完工。
目前的郊外線是在1959年以陵議線名称动工，1961年7月10日陵谷 - 佳陵間開通，1963年8月20日佳陵 - 議政府間開通后全線開業。開業当初設定了首尔 - （经京義線） - 陵谷 - （经郊外線） - 議政府 - （经京元線）- 首尔环状运行的旅客列車。1986年由于首都圈電鐵1號線经由京元線延伸議政府站，郊外線缩短为首尔 - （经京義線） - 陵谷 - （经郊外線） - 議政府，不再环状运行。郊外線旅客列车一直是以柴聯車运行，1997年以前由韓國鐵道通勤型柴油動車組担当，从1997年开始使用3辆编成的韩国铁道9501系柴油动车组运行。
郊外線全线均位於首爾北郊，但由於靠近北朝鮮沿线有多個韓國軍隊的軍事基地，該地區被視為限制開發區，因此儘管位於首爾附近，但該地區周圍都是鄉村和荒野，人口極少旅客也很少。另一方面，由於保留了自然風光，預計可供观光使用，因此從1994年8月12日起，使用中國製造的上游型蒸汽机车 (韩国称为韩国铁道901型蒸汽机车)在假日運行观光列车，但由於1997年亞洲金融風暴以及蒸汽机车的維護困難， 觀光列車於2000年5月15日取消營運。此外，图定客運列車服務因為沿線開發受到限制，預計客流量不會增加，於2004 年3月31日随着統一號廢止而結束。此後，郊外線上只有貨運列車运行，目的是向沿線軍事基地運送物資，但货运运输也於2013年10月結束，因此該線路實際上进入休止状态。
針對這種情況，自2010年代以來，沿線地方政府一直在遊說中央政府重啟郊外線的客運服务，並一度提出了郊外線复线電氣化、与首都圈電鐵3號線直通運行的設想。但由於成本效益不佳，具體發展計畫長期沒有進展。2021年8月，恢復客運的具體方案終於敲定，根據公佈的計劃，由韓國鐵道公社營運，但沿線地方政府將承擔營運費用。列车僅在郊外線区间运行，將使用柴聯車，每天开行34趟列车；陵谷・大谷・元陵・日迎・長興・松湫・議政府将恢复运行，大井・三陵・碧蹄・温陵不开放，预计2024年恢复运行。2025年1月11日郊外線恢复客运服务，开行大谷 - 議政府间無窮花號列車。

### 年表
- 1944年2月－全線動工。
- 1945年8月－施工停止。

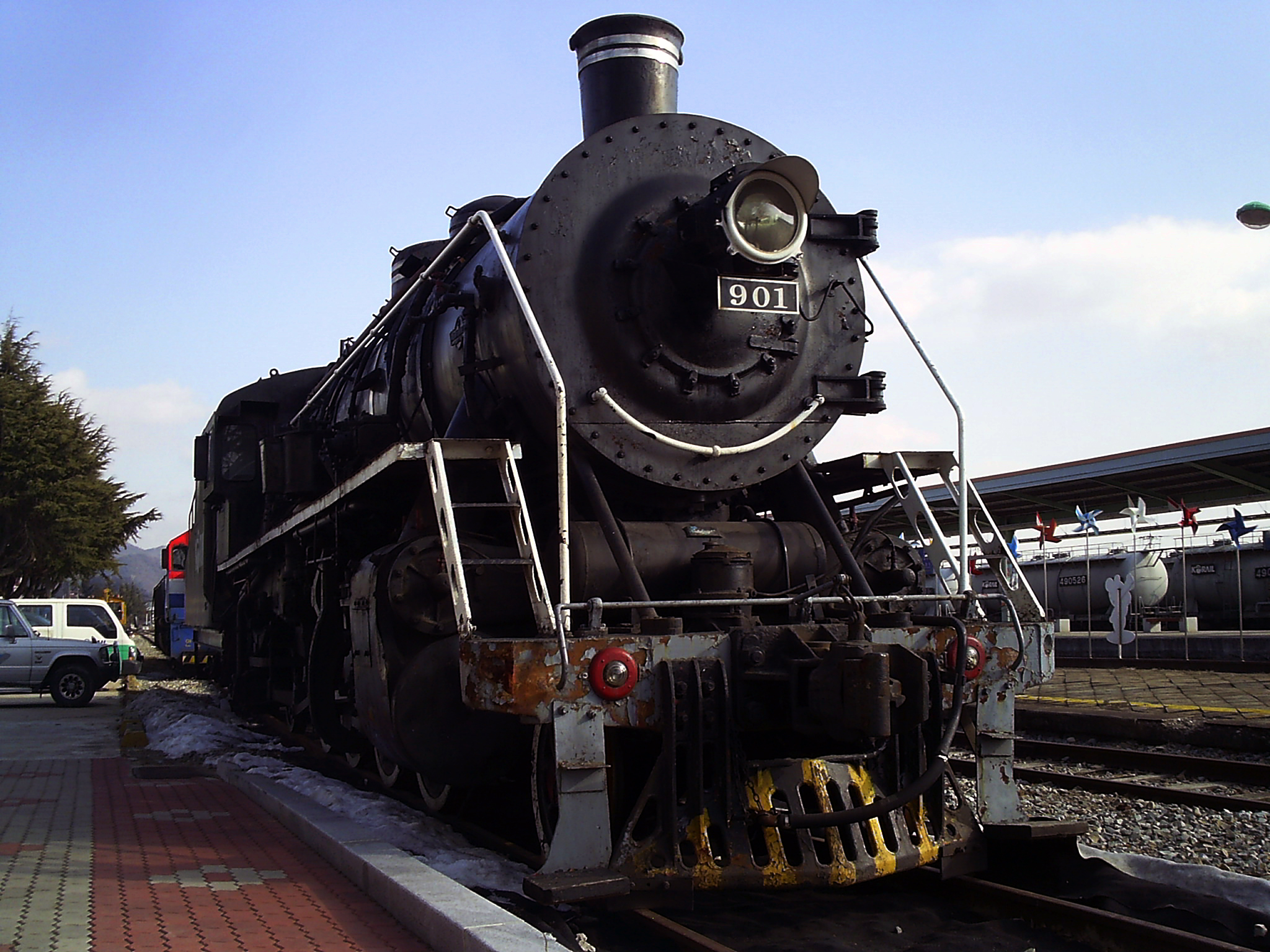
曾在郊外線运行的韩国铁道901型蒸汽机车

- 1959年10月14日－陵谷～(旧) 佳陵 動工。
- 1961年7月10日－陵谷～(旧) 佳陵 開通。
- 1963年
  - 4月27日－(旧) 佳陵～議政府 動工。
  - 8月20日－(旧) 佳陵～議政府 完工，全線通車；旧佳陵站廢站。
- 1965年7月21日－長興站啟用。
- 1967年1月9日－大井站、三陵站啟用。
- 1994年8月21日－蒸汽火車觀光列車運行開始，温陵站啟用。
- 1996年1月30日－大谷站啟用。
- 2000年5月16日－蒸汽火車觀光列車停駛。
- 2004年
  - 4月1日－統一號廢止後，客運停駛。
  - 10月4日－現場咖啡廳首爾夜景循環列車運行開始。[9]
- 2013年10月 - 货运运输暂停。
- 2014年1月27日－日迎站降等為無配置簡易站，從此郊外線車站無人管理。
- 2016年5月16日 - 由於首爾站軌道改善工程，貨運列車经本线繞行至7月6日。
- 2025年1月11日 - 恢复客运运输，开行無窮花號列車。[2]

## 車站列表
- 运行状态：

無：無窮花號列車
●：停靠；｜：通过
| 中文站名 | 韓文站名 | 英文站名 | 接續路線 | 無     | 站間距離 | 營業距離 | 所在地 | 所在地   |
| -------- | -------- | -------- | --- | ------ | -------- | -------- | ------ | -------- |
| 陵谷     |          |          | 京義線 (●首都圈電鐵京義·中央線) 西海線 (●首都圈電鐵西海線)                                                    | 未運轉 | 0.0      | 0.0      | 京畿道 | 高陽市   |
| 大谷     |          |          | 一山線 (●首都圈電鐵3號線) 京義線 (●首都圈電鐵京義·中央線) 西海線 (●首都圈電鐵西海線) ●首都圈廣域急行鐵道A路線 | ●      | 1.5      | 1.5      | 京畿道 | 高陽市   |
| 大井     |          |          | | ｜     | 1.3      | 2.8      | 京畿道 | 高陽市   |
| 元陵     |          |          | | ●      | 2.9      | 5.7      | 京畿道 | 高陽市   |
| 三陵     |          |          | | ｜     | 2.1      | 7.8      | 京畿道 | 高陽市   |
| 碧蹄     |          |          | | ｜     | 4.2      | 12.0     | 京畿道 | 高陽市   |
| 日迎     |          |          | | ●      | 4.7      | 16.7     | 京畿道 | 楊州市   |
| 長興     |          |          | | ●      | 2.4      | 19.1     | 京畿道 | 楊州市   |
| 溫陵     |          |          | | ｜     | 0.8      | 19.9     | 京畿道 | 楊州市   |
| 松湫     |          |          | | ●      | 3.2      | 23.1     | 京畿道 | 楊州市   |
| 議政府   |          |          | 京元線（●首都圈電鐵1號線）                                                                                    | ●      | 8.7      | 31.8     | 京畿道 | 議政府市 |

- 废站：

佳陵，1963年废站，距陵谷30.6公里。